# Seznam českých filmů odehrávajících se během druhé světové války
Seznam českých filmů od roku 1946, jejichž děj je zasazen do doby druhé světové války.
- …a pátý jezdec je Strach, Zbyněk Brynych, 1964
- ...a pozdravuji vlaštovky, Jaromil Jireš, 1972
- ...nebo být zabit, Martin Hollý, 1985
- 7 dní hříchů, Jiří Chlumský, 2012
- Akce Kalimantan, Vladimír Sís, 1962
- Anthropoid, Sean Ellis, 2016, britsko-francouzsko-česká koprodukce
- Atentát, Jiří Sequens, 1964
- Ať žije republika, Karel Kachyňa, 1965
- Až do konce, Antonín Kopřiva, 1984
- Bílá tma, František Čáp, 1948
- Blbec z Xeenemünde, Jaroslav Balík, 1962
- Byl jednou jeden dům, František Filip, 1974, televizní seriál
- Boj o Moskvu - Agrese, Jurij Ozerov, 1985, koprodukce se SSSR
- Boj o Moskvu - Tajfun, Jurij Ozerov, 1985, koprodukce se SSSR
- Borisek - malý seržant, Lev Golub, 1975
- Colette, Milan Cieslar, 2013
- Cukrová bouda, Karel Kachyňa, 1980
- Daleká cesta, Alfréd Radok, 1949
- Démanty noci, Jan Němec, 1964
- Der Lebensborn - Pramen života, Milan Cieslar, 2000
- Dívka a kouzelník, Juraj Herz, 2008
- Dva kluci v palbě, Václav Gajer, 1983
- Eine kleine Jazzmusik, televizní film, Zuzana Zemanová, 1995
- Habermannův mlýn, Juraj Herz, 2010
- Hlídač dynamitu, Jaromil Jireš-Zdeněk Sirový-Hynek Bočan, 1963
- Hra o život, Jiří Weiss, 1956
- Hodina tance a lásky, televizní film, Viktor Polesný, 2002
- Horká zima, Karel Kachyňa, 1974
- Hrdinové mlčí, Miroslav Cikán, 1946
- I ve smrti sami, televizní trojdílný film, Dušan Klein, 2003
- Já, spravedlnost, Zbyněk Brynych, 1967
- Jakub lhář, Frank Beyer, 1974 (východoněmecko-československý film)
- Je třeba zabít Sekala, Vladimír Michálek, 1998
- Jeden stříbrný, Jaroslav Balík, 1976
- Jurášek, Miroslav Cikán, 1956
- Klíč, Vladimír Čech, 1971
- Kočár do Vídně, Karel Kachyňa, 1966
- Král kolonád, Zeno Dostál, 1991
- Krev zmizelého, Milan Cieslar, 2004
- Kukačka v temném lese, Antonín Moskalyk, 1984, koprodukce s Polskem
- Lásky mezi kapkami deště, Karel Kachyňa, 1979
- Lekce, Dušan Klein, 1971
- Levé křídlo, Jiří Hanibal, 1983
- Ležáky 42, Miloš Pilař, 2010
- Lída Baarová, Filip Renč, 2016
- Lidice, Petr Nikolaev, 2011
- Malý partyzán, Pavel Blumenfeld, 1950
- Májové hvězdy, Stanislav Rostockij-Stanislav Strnad, 1959, koprodukce se SSSR
- Modlitba pro Kateřinu Horovitzovou, televizní film, Antonín Moskalyk, 1965
- Mordová rokle, Jiří Slavíček, 1951
- Musíme si pomáhat, Jan Hřebejk, 2000
- Muži bez křídel, František Čáp, 1946
- Mys dobré naděje, Otakar Fuka, 1975
- Nabarvené ptáče, Václav Marhoul, 2019, česko-polsko-slovensko-ukrajinský film – chystaný film
- Nadlidé, Václav Vasserman, 1946
- Nebeští jezdci, Jindřich Polák, 1969
- Nedodržený slib, slovensko-česko-americký film, Jiří Chlumský, 2009
- Němá barikáda, Otakar Vávra, 1948
- Neporažení, JIří Sequens, 1956
- Nickyho rodina, Matej Mináč, 2011
- Nikdo nic neví, Josef Mach, 1947
- Noc rozhodnutí, Pavel Háša, 1993
- Noční host, Otakar Vávra, 1961
- Oáza, Zbyněk Brynych, 1972
- Obsluhoval jsem anglického krále, Jiří Menzel, 2006
- Operace Silver A, televizní film, Jiří Strach, 2007
- Ostře sledované vlaky, Jiří Menzel, 1966
- Osvobození Prahy, Otakar Vávra, 1975
- Oznamuje se láskám vašim, Karel Kachyňa, 1988
- Papilio, Jiří Svoboda, 1986
- Past, Martin Frič, 1950
- Pevnost na Rýně, Ivo Toman, 1962
- Perlový náhrdelník, Dimitrij Plichta, 1965
- Piloti, Otakar Fuka, 1988, koprodukce se SSSR
- Počkám, až zabiješ, Stanislav Černý, 1973
- Poslední motýl, Karel Kachyňa, 1990
- Poslední ples na rožnovské plovárně, Ivo Novák, 1974
- Poslední výstřel, Jiří Weiss, 1950
- Práče, Karel Kachyňa, 1960
- Praha nultá hodina, Miloš Makovec, 1962
- Prima sezóna, Karel Kachyňa, 1994, televizní seriál
- Proč nevěřit na zázraky, Antonín Máša, 1977
- Protektor, Marek Najbrt, 2009
- Přežil jsem svou smrt, Vojtěch Jasný, 1960
- Raport, Antonín Moskalyk, 1968, televizní film
- Romeo, Julie a tma, Jiří Weiss, 1959
- Sedm havranů, Vladimír Čech, 1967
- Smrt krásných srnců, Karel Kachyňa, 1986
- Smrt si říká Engelchen, Elmar Klos a Ján Kadár, 1963
- Sokolovo, Otakar Vávra, 1974
- Stůj, nebo se netrefím, Jiří Chlumský, 1998
- Svítalo celou noc, Václav Matějka, 1980
- Ta chvíle, ten okamžik, Jiří Sequens, 1981
- Tam za lesem, Pavel Blumenfeld, 1962
- Tanková brigáda, Ivo Toman, 1955
- Tehdy spolu, Marta Santovjáková Gerlíková, Jiří Novotný, 2017
- Tenkrát o Vánocích, Karel Kachyňa, 1958
- Tenkrát v ráji, Lordan Zafranović, Peter Pálka a Daniel Krzywoň, 2016
- Tenkrát v ráji, aneb damals im paradies, David Svárovský, 2011
- Tmavomodrý svět, Jan Svěrák, 2001
- Tobruk, Václav Marhoul, 2008
- Transport z ráje, Zbyněk Brynych, 1962
- Tři králové, Karel Kachyňa, 1998, televizní seriál
- Úkryt v zoo, americko-česko-britský film, 2017
- V horách duní, Václav Kubásek, 1946
- V týlu nepřítele, Igor Gostěv, 1982 (koprodukce ČSSR-SSSR-NDR)
- Velký případ, Václav Kubásek-Josef Mach, 1946
- Vlak dětství a naděje, Karel Kachyňa, 1985, televizní miniseriál
- Vlak do stanice Nebe, Karel Kachyňa, 1972
- Vojáci svobody, Jurij Ozerov, 1977
- Všichni moji blízcí, Matej Mináč, 1999
- Vůně vanilky, Jiří Strach, 2001
- Vyšší princip, Jiří Krejčík, 1960
- Zastihla mě noc, Juraj Herz, 1985
- Zbabělec, Jiří Weiss, 1961
- Zbraně pro Prahu, Ivo Toman, 1974
- Zpívali jsme Arizonu, Václav Sklenář, 1964
- Želary, Ondřej Trojan, 2003
- Život a neobyčejná dobrodružství vojáka Ivana Čonkina, Jiří Menzel, 1994

## Československé filmy (doplňkový seznam)
- Kapitán Dabač, Paľo Bielik, 1959
- Obchod na korze, Elmar Klos a Ján Kadár, 1965
- Vlčie diery, Paľo Bielik, 1948
- Swingtime, Jaromír Polišenský, 2006
- Zajtra bude neskoro, Martin Ťapák, 1972 (koprodukce se SSSR)